# 高教公民
高教公民是一個於2017年8月成立，以「學術自主、公民自強」為主軸的香港民間組織。於香港任何全職和兼任的教授人員、教學人員、研究人員、研究生均可加入。 2020年解散。

## 主要成員
- 王慧麟[5]
- 黃偉國[5]
- 鄒崇銘[5]
- 方志恒[5]

## 關注議題及政治立場
高教公民一般被視為和泛民主派友好的組織。成員亦希望以專業的身份，長期和持續地跟進高等教界政策，包括學術自主、自由，對教職員學術觀點被政治審查和資源分配等問題，又不時在不同平台發表文章，表達立場。

### 關注流浪講師的問題
流浪講師是高教公民其中一個關注的議題，召集人賴卓彬曾指出，不少負責教學的大學教師，是以短期合約、甚至是時薪兼職聘用。除了極少數院校會將這些教師批改學生作業、備課所需的時間，都算進工時外，大部份情況，兼職講師的工時，都只會按他們的課堂鐘點來計算。如此做法，犧牲了課後和學生交流及教學質素，犧牲了大學生的學業。另外，他們通常都無固定）辦公室，學期開始前或完結後，甚至無資格使用院校資源，變相懲罰克盡己責的教師。

### 關注2017年中國季刊刪除文章事件
2017年8月，《中国季刊》主编Tim Pringle通报，该刊了解到，中国广电总局向剑桥大学出版社要求将300余篇在《中国季刊》发表的、不同年代的文章，从出版社中国网站上撤下，据悉其他几个出版机构亦收到同样的命令。Tim Pringle表示《中国季刊》是目前中国研究领域唯一受到如此待遇的重要刊物。
及後，高教公民就事件發表聲明，關注事件反映中國政府正嘗試干預境外地區的學術自由，而事件可能只是冰山一角、又或者是更大規模政治審查的序幕。

### 逃犯條例爭議期間
高教公民一直反對政府公佈的《逃犯條例》修訂草案，認為有關草案犧牲學術自由，又一直支持民間提出的「五大訴求」（撤惡法、非暴動、查警暴、銷控罪、真普選），並批評林鄭月娥『只知北京旨意，不知香港民意』，甚至刻意逆民意而行。面對親中派的口號『止暴制亂』，高教公民亦批評實在政府實在是越止越暴、越制越亂。
及後，高教公民又支持《香港人權與民主法案》。
2020年1月，高教公民發表《靴下無聲：香港警察侵犯人權報告》，報告旨在記錄2019年6月至12月期間，香港警察如何違反國際人權準則，又建議國際機構盡快展開調查，包括聯合國安理會、聯合國人權理事會、國際刑事法院、聯合國人權事務高級專員辦事處等等。

## 資料來源
高教公民的Facebook專頁
1. ↑  . 明報新聞網 - 每日明報 daily news.   [2020-02-04]. （原始内容存档于2020-02-04） （中文（繁體））.
2. 1 2  . 香港獨立媒體網.   [2020-02-04]. （原始内容存档于2019-05-11）.
3. ↑  . www1.hkej.com.   [2020-02-04]. （原始内容存档于2020-02-04）.
4. ↑  . www.facebook.com.   [2020-02-04] （中文（简体））.
5. 1 2 3 4  . Now 新聞.   [2020-02-05]. （原始内容存档于2020-02-05） （中文（香港））.
6. ↑  . 立場新聞 Stand News.   [2020-02-05]. （原始内容存档于2020-12-01） （英语）.
7. ↑  . Apple Daily 蘋果日報.   [2020-02-05]. （原始内容存档于2020-05-02）.
8. ↑  . BBC. 2017-08-18  [2017-08-19]. （原始内容存档于2020-11-15）.
9. ↑  . 立場新聞 Stand News.   [2020-02-05]. （原始内容存档于2020-11-28） （英语）.
10. ↑  學術自主、公民自強, 高教公民. . 852郵報. 2019-05-16  [2020-02-04]. （原始内容存档于2020-08-03） （中文（香港））.
11. ↑  學術自主、公民自強, 高教公民. . 852郵報. 2019-08-21  [2020-02-04]. （原始内容存档于2020-02-04） （中文（香港））.
12. ↑  學術自主、公民自強, 高教公民. . 852郵報. 2019-05-23  [2020-02-04]. （原始内容存档于2020-02-04） （中文（香港））.
13. ↑  . 立場新聞 Stand News.   [2020-02-05]. （原始内容存档于2020-10-27） （英语）.
14. ↑  Storm.mg. . www.storm.mg. 2019-09-08  [2020-02-05]. （原始内容存档于2020-02-05） （中文（臺灣））.
15. ↑  . www.facebook.com.   [2020-02-04] （中文（简体））.
16. ↑  . 立場新聞 Stand News.   [2020-02-05]. （原始内容存档于2020-10-29） （英语）.